# التخطيط الاقتصادي السوفييتي

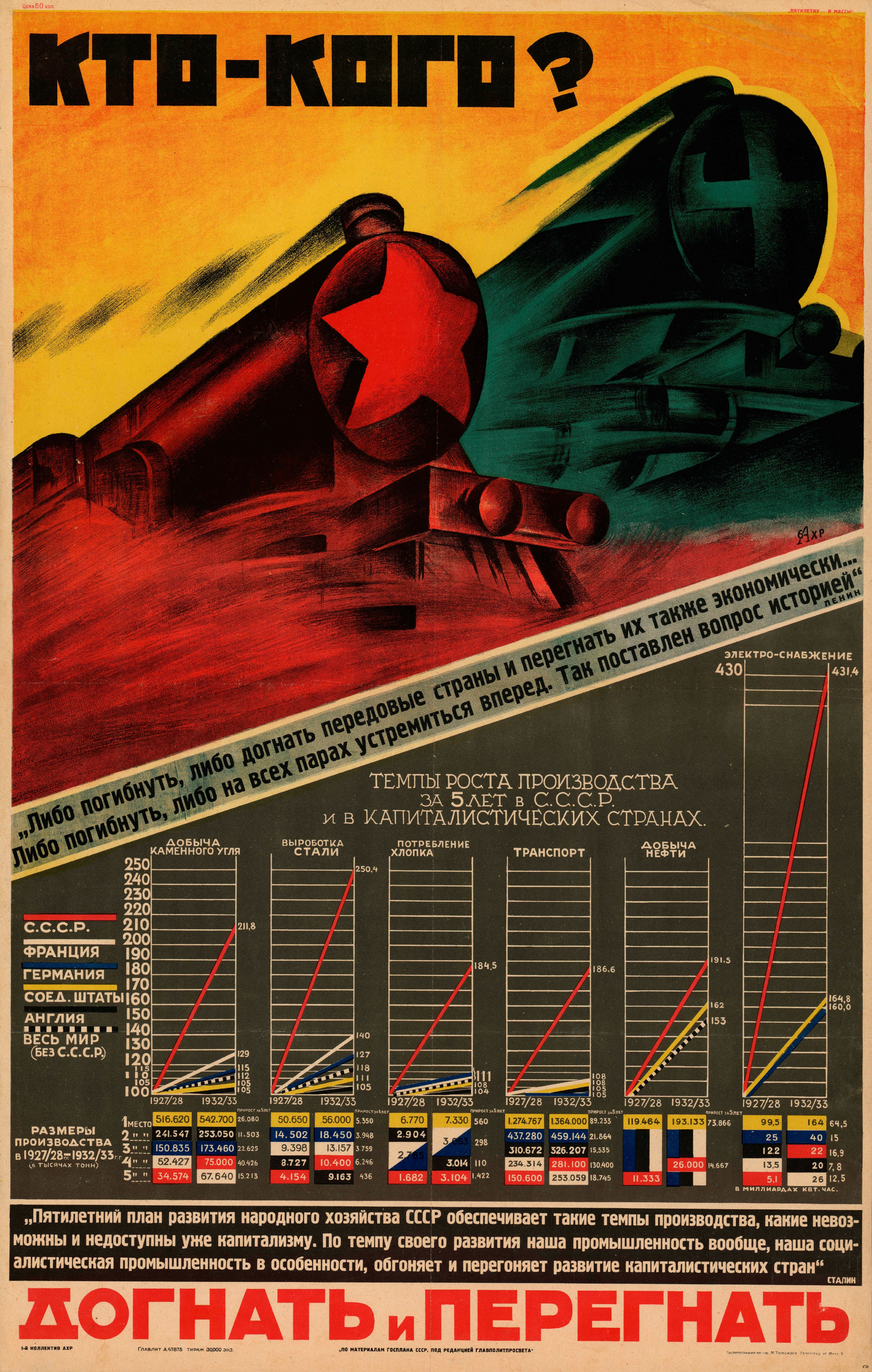

يعد التخطيط الاقتصادي السوفيتي (التخطيط الاقتصادي السوفيتي) نموذجًا محددًا للتخطيط الاقتصادي المركزي الذي تستخدمه الدول الاشتراكية الماركسية اللينينية على غرار اقتصاد الاتحاد السوفيتي. على الرغم من وجود تباين كبير بين هذه الاقتصادات، إلا أن التخطيط من النوع السوفيتي والاقتصادات السوفيتية يشير إلى الخصائص الهيكلية الرئيسية الشائعة لهذه الاقتصادات. [بحاجة لمصدر]
التخطيط من النوع السوفيتي هو شكل من أشكال التخطيط الاقتصادي الذي يتضمن قرارات الاستثمار المركزية والتخصيص الإداري للمدخلات الاقتصادية والتوازنات المادية ‏ للوصول إلى التوازن بين المدخلات المتاحة والنواتج المستهدفة، وإلى حد ما استخدام التحسين الخطي لتحسين الخطط. [بحاجة لمصدر]

## مميزات
تضمنت المؤسسات الرئيسية للتخطيط السوفيتي في الاتحاد السوفيتي وكالة تخطيط (جوسبلان)، وهي منظمة لتخصيص إمدادات الدولة بين مختلف المنظمات والمؤسسات في الاقتصاد (G o s s n a b ‏)، والمؤسسات التي كانت تعمل في إنتاج وتسليم السلع والخدمات في الاقتصاد. تتألف المؤسسات من جمعيات ومعاهد إنتاجية مرتبطة ببعضها البعض عن طريق الخطط التي وضعتها G o s p l a n.

### أرصدة المواد
كان تخطيط توازن المواد هو الوظيفة الرئيسية لشركة G o s p l a n في الاتحاد السوفيتي. تضمنت طريقة التخطيط هذه محاسبة الإمدادات المادية بالوحدات الطبيعية (على عكس الشروط النقدية)، والتي تستخدم لتحقيق التوازن بين توفير المدخلات المتاحة والنواتج المستهدفة. تتضمن موازنة المواد إجراء مسح للمدخلات والمواد الخام المتوفرة في الاقتصاد، ثم استخدام ميزانية عمومية لموازنتها مع أهداف الإنتاج المحددة من قبل الصناعة لتحقيق توازن بين العرض والطلب. يستخدم هذا التوازن لصياغة خطة للاقتصاد الوطني.

## تحليل التخطيط السوفيتي
هناك طريقتان أساسيتان قام بهما العلماء بإجراء تحليل للتخطيط الاقتصادي السوفيتي. الأول ينطوي على تكييف النماذج والنظريات الاقتصادية التقليدية الكلاسيكية لتحليل النظام الاقتصادي السوفياتي. يؤكد هذا النموذج على أهمية معيار الكفاءة Pareto. على عكس هذا النهج، يجادل باحثون مثل باول ديمبينسكي بأن الأدوات الكلاسيكية الجديدة غير مناسبة إلى حد ما لتقييم التخطيط السوفييتي لأنهم يحاولون قياس وقياس الظواهر الخاصة بالاقتصادات القائمة على الرأسمالية. يزعمون أنه نظرًا لأن النماذج الاقتصادية القياسية تعتمد على الافتراضات التي لم يتم الوفاء بها في النظام السوفياتي (وخاصة افتراض العقلانية الاقتصادية الكامنة وراء اتخاذ القرار)، فإن النتائج التي تم الحصول عليها من تحليل كلاسيكي جديد ستشوه الآثار الفعلية لـ التخطيط الاقتصادي السوفيتي
. يمضي هؤلاء العلماء الآخرون في مسار مختلف، محاولين الانخراط مع التخطيط الاقتصادي السوفيتي
بشروطها الخاصة، والتحقيق في التأثيرات الفلسفية والتاريخية والسياسية التي أدت إلى التخطيط الاقتصادي السوفيتي، وتقييم نجاحاتها الاقتصادية وإخفاقاتها (النظرية والفعلية) مع الإشارة إلى تلك السياقات.
مارس اتحاد الجمهوريات الاشتراكية السوفياتية شكلا من أشكال التخطيط المركزي ابتداء من عام 1918 مع الحرب الشيوعية حتى تم حلها في عام 1991، على الرغم من أن نوع ومدى التخطيط كان له طبيعة مختلفة قبل التخطيط المركزي الضروري في 1930 s. على الرغم من وجود العديد من التفاصيل الدقيقة لمختلف أشكال التنظيم الاقتصادي التي استخدمها الاتحاد السوفيتي خلال فترة الـ 70 عامًا هذه، تمت مشاركة ميزات كافية تمكن العلماء من فحص مزايا وعيوب التخطيط الاقتصادي السوفيتي على نطاق واسع. السوفياتي ليس هو نفسه التخطيط الاقتصادي بشكل عام - هناك نماذج نظرية أخرى للتخطيط الاقتصادي، والاقتصادات الحديثة المختلطة تمارس أيضًا التخطيط الاقتصادي إلى حد ما، لكنها لا تخضع لجميع المزايا والعيوب المذكورة هنا.

### مزايا
من وجهة نظر الكلاسيكية الجديدة، ومزايا التخطيط الاقتصادي السوفيتي
محدودة للغاية. ميزة واحدة من التخطيط الاقتصادي السوفيتي
هو الاحتمال النظري لتجنب التضخم. يمكن تحقيق الاستقرار الكامل للأسعار، ليس فقط لأن الدولة تخطط لجميع الأسعار والكميات، ولكن أيضًا لأن الدولة تتمتع بالسيطرة الكاملة على عرض النقود عبر الأجور التي تدفعها كصاحب عمل وحيد. لذلك، للحفاظ على قيمة العملة الثابتة، كل ما يجب على الدولة فعله هو موازنة القيمة الإجمالية للسلع المتاحة خلال فترة تخطيط معيّنة مع مقدار الأجور التي تدفعها وفقًا للمعادلة التالية،  حيث خطأ رياضيات (خطأ في الصياغة): {\displaystyle <mrow class="MJX-TeXAtom-ORD"><mstyle displaystyle="true" scriptlevel="0"><mi> <math>P}
 </mi></mstyle></mrow> </math>{\displaystyle P} P يمثل مستوى سعر التجزئة العام، خطأ رياضيات (خطأ في الصياغة): {\displaystyle <mrow class="MJX-TeXAtom-ORD"><mstyle displaystyle="true" scriptlevel="0"><mi> <math>Q}
 </mi></mstyle></mrow> </math>{\displaystyle Q} {\displaystyle Q} Q حسابات كمية السلع والخدمات الاستهلاكية، خطأ رياضيات (خطأ في الصياغة): {\displaystyle <mrow class="MJX-TeXAtom-ORD"><mstyle displaystyle="true" scriptlevel="0"><mi> <math>Y}
 </mi></mstyle></mrow> </math>{\displaystyle Y} Y هو إجمالي دخل الأسرة (الأجور المدفوعة)، خطأ رياضيات (خطأ في الصياغة): {\displaystyle <mrow class="MJX-TeXAtom-ORD"><mstyle displaystyle="true" scriptlevel="0"><mrow class="MJX-TeXAtom-ORD"><mrow class="MJX-TeXAtom-ORD"><mi class="MJX-tex-mathit" mathvariant="italic"> <math>\mathit{TP}}
 </mi><mi class="MJX-tex-mathit" mathvariant="italic"> {\displaystyle {\mathit {TP}}} </mi></mrow></mrow></mstyle></mrow> </math>{\displaystyle {\mathit {TP}}} {\displaystyle {\mathit {TP}}} T P هي مدفوعات التحويل، خطأ رياضيات (خطأ في الصياغة): {\displaystyle <mrow class="MJX-TeXAtom-ORD"><mstyle displaystyle="true" scriptlevel="0"><mi> <math>S}
 </mi></mstyle></mrow> </math>{\displaystyle S} S هو توفير الأسرة، و خطأ رياضيات (خطأ في الصياغة): {\displaystyle <mrow class="MJX-TeXAtom-ORD"><mstyle displaystyle="true" scriptlevel="0"><mi> <math>T}
 </mi></mstyle></mrow> </math>{\displaystyle T} T هي الضرائب المنزلية المباشرة:{\displaystyle P\times Q=Y+{\mathit {TP}}-S-T} ومع ذلك، يمكن القول إن الاتحاد السوفياتي لم يدرك هذا الاحتمال النظري. لقد عانى من كل من التضخم المفتوح والقمع طوال معظم تاريخه بسبب الفشل في تحقيق التوازن في المعادلة المذكورة أعلاه.
ميزة أخرى للتخطيط الاقتصادي من منظور الكلاسيكية الجديدة هي القدرة على القضاء على البطالة (باستثناء البطالة الاحتكاكية) ودورات العمل. نظرًا لأن الدولة هي المالك الوحيد للأعمال وتتحكم في الأعمال المصرفية، فإنها تتجنب نظريًا الاحتكاكات المالية الكلاسيكية وتحديات ثقة المستهلك. أيضًا، نظرًا لأن الدولة تجعل العمل إلزاميًا ويمكنها إدارة المشاريع في حيرة، فإن التوظيف الكامل هو احتمال نظري حتى عندما تكون أسهم رأس المال منخفضة للغاية بحيث لا يمكن تبريرها في نظام السوق. كانت هذه ميزة أدركها الاتحاد السوفياتي بحلول عام 1930،  على الرغم من أن النقاد يجادلون بأن قطاعات معينة من العمالة السوفيتية أبدت إنتاجية صفرية، مما يعني أنه على الرغم من أن العمال كانوا في قوائم التوظيف، إلا أنهم ظلوا في وضع الخمول بسبب نقص رأس المال؛ أي كان هناك بطالة عاملة.
هؤلاء العلماء الذين يرفضون وجهة النظر الكلاسيكية الجديدة ينظرون في فوائد التخطيط الاقتصادي السوفيتي
التي قدمها الاتحاد السوفياتي نفسه. الأول هو القدرة على التحكم في العوامل الخارجية مباشرة في آلية التسعير. آخر هو إجمالي التقاط القيمة التي تم الحصول عليها في التخطيط الاقتصادي السوفيتي
التي يتم إهمالها في اقتصادات السوق. يعني هذا أنه بينما قد يقوم العامل بعمل معين لإنتاج سلعة، فإن السوق قد يقدّر ذلك الصنف بأقل من تكلفة العمالة التي يوظفها العامل، وينفي فعليًا قيمة العمل المنجز. ولكن نظرًا لأن الأسعار في التخطيط الاقتصادي السوفيتي
تحددها الدولة، فإن التخطيط الاقتصادي السوفيتي
تتجنب هذا التصادم من خلال عدم تسعير أي عنصر أقل من قيمة العمالة. في حين أن هذه المزايا النظرية تبدو صحيحة بالنسبة إلى التخطيط الاقتصادي السوفيتي
(خاصة في ظل إطار ماركسي)، فقد جادل البعض بأن التخطيط الاقتصادي السوفيتي
كما نفذت من قبل الاتحاد السوفيتي فشلت في تحقيق هذه الاحتمالات النظرية.
يُزعم أن الاقتصادات المخططة مركزياً توفر أيضًا نوعية حياة أفضل من اقتصادات السوق على نفس المستوى من التنمية الاقتصادية في جميع الحالات تقريبًا 

### سلبيات
من وجهة نظر الكلاسيكية الجديدة، كان هناك العديد من عيوب التخطيط الاقتصادي السوفيتي
. يمكن تقسيمها إلى فئتين: الاقتصاد الكلي والاقتصاد الجزئي.
شملت مساوئ الاقتصاد الكلي قلة المعروض في النظام، والسعي إلى العمالة الكاملة بتكلفة باهظة، وتأثير سعر الصرف المدمر على الحوافز الزراعية، وفقدان مزايا المال لأن التخطيط الاقتصادي السوفيتي
تتجنب الدور الكلاسيكي للأموال. حدث نقص في إمدادات النظام بشكل عام في التخطيط الاقتصادي السوفيتي
بسبب استخدام «أرصدة المواد» (خطط الإنتاج والاستهلاك المتوازن للسلع والمدخلات الإنتاجية)، والتي هي ممكنة من الناحية النظرية، ولكن من المستحيل عمليا إنتاجها لأن المخططين لا يمكنهم الحصول على معلومات كافية لصياغتها بدقة [بحاجة لمصدر] . بالإضافة إلى ذلك، كان على المخططين تجميع العديد من أنواع السلع والمدخلات في رصيد مادة واحد لأنه كان من المستحيل إنشاء رصيد فردي لكل عنصر من البنود البالغ عددها حوالي 24 مليون عنصر تم إنتاجها واستهلاكها في الاتحاد السوفيتي. قدم هذا النظام تحيزًا قويًا تجاه نقص الإنتاج، مما أدى إلى ندرة السلع الاستهلاكية. عيب آخر هو أنه بينما تسمح التخطيط الاقتصادي السوفيتي
بالإمكانية النظرية للتوظيف الكامل، غالبًا ما حقق اتحاد الجمهوريات الاشتراكية السوفياتية العمالة الكاملة عن طريق تشغيل المؤسسات في حيرة أو ترك العمال في وضع الخمول. لذلك، كان هناك دائمًا بديل باريتو متفوق متاح لاتحاد الجمهوريات الاشتراكية السوفياتية بدلاً من العمالة الكاملة، وعلى وجه التحديد، خيار إغلاق بعض الشركات ودفع مدفوعات التحويل إلى العاطلين عن العمل.
تشمل عيوب الاقتصاد الجزئي من منظور كلاسيكي:
تشجيع نشاط السوق السوداء بسبب تخصيص الموارد الثابتة جودة منخفضة للسلع السوفيتية الناجمة عن حجب عليها من الأسواق العالمية
إهمال حاجة المستهلك بسبب التحدي في قياس الجودة الجيدة ميل المديرين السوفيت على مستوى المؤسسات إلى التقليل من القدرة الإنتاجية خشية «تأثير السقاطة». نتج هذا التأثير عن زيادة إنتاج المؤسسة في دورة خطة معينة. سيتعين عليهم مطابقة المستوى الجديد للإنتاج العالي في الدورة التالية حيث تم «تعديل» الخطة لتناسب البيانات الجديدة.
تحيز ضد الابتكار (أيضًا من الخوف من تأثير السقاطة ‏) «العاصفة» (s h t u r m o v s h c h i n a ‏) والتي كانت على عجل لإكمال الخطة في نهاية دورة التخطيط مما أدى إلى جودة رديئة للإنتاج
«تشتت» الموارد (الانتشار المفرط، r a s p y l e n i e s r e d s t v)، حيث كان من الممكن البدء في وقت واحد في تنفيذ الكثير من المشاريع (esp. construction) واستغرق إكمالها وقتًا أطول بسبب نقص المدخلات المتاحة في الوقت
العلماء الذين يرفضون النهج الكلاسيكي الجديد ينتجون قائمة أقصر من العيوب، ولكن نظرًا لأن هذه العيوب صالحة حتى من المنظور السوفيتي، فقد يكونون أكثر ملاءمة للـ التخطيط الاقتصادي السوفيتي
من تلك المذكورة أعلاه. ينظر هؤلاء العلماء إلى عجز التخطيط الاقتصادي السوفيتي
عن التنبؤ بأشياء مثل الطقس والتجارة والتقدم التكنولوجي كعيب لا يمكن التغلب عليه في إجراء التخطيط. دون معرفة شاملة لتلك الأشياء، فإن التخطيط (والفعل) يسيء استخدام الموارد بشكل منهجي. أيضا، فإن استخدام التخطيط الاقتصادي السوفيتي
للتقنيات القسرية (مثل تأثير السقاطة، معسكرات العمل، وما إلى ذلك)، والتي يقال أنها متأصلة في التخطيط الاقتصادي السوفيتي، من ناحية، تضمن بقاء النظام، ومن ناحية أخرى، نتج عن المعلومات المشوهة التي جعلت التخطيط الفعال تحديا إن لم يكن مستحيلا. وأخيرًا، يجادل هؤلاء العلماء بأن القيود اللغوية على اللغة جعلت من المستحيل على مخططي التخطيط الاقتصادي السوفيتي
إيصال رغباتهم إلى الشركات بتفاصيل كافية للتخطيط لتوجيه النتائج الاقتصادية بشكل كامل. لا تزال الشركات التي تخضع لـ التخطيط الاقتصادي السوفيتي
تتخذ مجموعة متنوعة من القرارات الاقتصادية بشكل مستقل.
جادل باحثون آخرون في أعقاب انهيار الاتحاد السوفياتي بأن النقص الرئيسي في التخطيط الاقتصادي السوفيتي كان أنه لم يكن مبني على الطلب النهائي للمستهلك، وأن مثل هذا النظام سيكون ممكناً بشكل متزايد مع التقدم في تكنولوجيا المعلومات.
على الرغم من أوجه القصور هذه، فإن نمو نصيب الفرد من الاتحاد السوفيتي في الناتج المحلي الإجمالي مقارنة بأوروبا الغربية. في عام 1913، قبل الثورة، كان نصيب الفرد من إجمالي الناتج المحلي في الاتحاد السوفيتي السابق 1,488 دولار في عام 1990 بالدولار الدولي، والذي نما بنسبة 461 ٪ ليصل إلى 6781 دولار بحلول عام 1990. علاوة على ذلك، بعد سقوط الاتحاد السوفياتي، انخفض هذا الرقم إلى 3893 دولار بحلول عام 1998. نمت أوروبا الغربية، مقارنةً، من قاعدة أعلى بلغت 3,688 دولارًا دوليًا بنسبة 457 في المائة إلى 16,872 دولارًا في نفس الفترة. وصلت إلى 17921 دولار بحلول عام 1998.